# 単純な永遠
『単純な永遠』（シンプルなえいえん）は、日本の歌手である沢田研二の27作目となるオリジナルアルバム。
1990年6月20日東芝EMI／イーストワールドよりリリース。

## 解説
前作『彼は眠れない』に引き続き吉田建がプロデュースを担当し、バックバンドJAZZ MASTERのメンバーを中心に、佐橋佳幸や北島健二、ホッピー神山を多数起用している。
作詞にサエキけんぞう（パール兄弟）、森雪之丞、尾上文（Boy Meets Girl）、佐藤大、作曲にDual Dream、加藤ひさし（ザ・コレクターズ）、NOBODY、吉田光（DER ZIBET）、いまみちともたか（BARBEE BOYS）、鮎川誠（シーナ&ザ・ロケッツ）が楽曲を提供している。
ジャケットや歌詞カードのデザインは早川タケジである。

## 収録曲
- 全編曲：吉田建

1. a・b・c.....i love you
  - 作詞:サエキけんぞう／作曲:Dual Dream
2. 世界はUp & Fall
  - 作詞:サエキけんぞう／作曲:Dual Dream
3. PLANET
  - 作詞:尾上文／作曲:加藤ひさし
4. プライド
  - 作詞:尾上文／作曲:NOBODY
5. 光線
  - 作詞:サエキけんぞう／作曲:吉田光
6. New Song
  - 作詞:尾上文／作曲:吉田慎一

「世界はUp & Fall」のカップリング曲。
7. この僕が消える時
  - 作詞:佐藤大／作曲:吉田光
8. 不安にさせよう
  - 作詞:森雪之丞／作曲:NOBODY
9. 気にしてない
  - 作詞:森雪之丞／作曲:いまみちともたか
10. ジェラシーが濡れてゆく
  - 作詞:サエキけんぞう／作曲:鮎川誠
11. 月のギター
  - 作詞:西尾佐栄子／作曲:NOBODY
  - 作曲を担当したNOBODYが、1990年にリリースされたアルバム『NOBODY SONGS』にて「ALL ALONE」というタイトルで、ティム・ジェンセンによる英語歌詞に変更されたうえでセルフカバーした[2]。
12. 単純な永遠
  - 作詞:サエキけんぞう／作曲:吉田建
  - 沢田本人はこの曲をシングル化するつもりであったが、スタッフから「この曲は若い人間には分かりませんよ」と反対され、結果「世界はUp & Fall」がシングル化された。

## 参加ミュージシャン
- Vocals：沢田研二
- Drums：村上“PONTA”秀一 (Special Thanks to “PEARL” & “SABIAN”)
- Bass：吉田建
- Guitars：佐橋佳幸, 下山淳,  北島健二
- Keyboards：ホッピー神山, 小林信吾, 国吉良一
- Keyboard Programming & Equipment：石川鉄男 (SMILE), 福田竜太 (TIGHT ROPE), 渋谷年治 (TIGHT ROPE)
- Percussion：帆足哲昭
- Chorus：告井延隆 (from “Sentimental City Romance”), 中野督夫 (from “Sentimental City Romance”), 坪倉唯子, 和田恵子